# Les XX

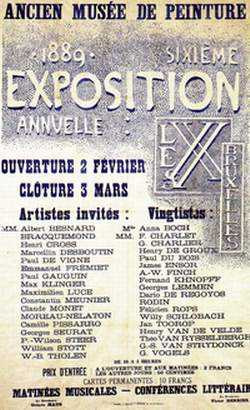
Pôster da exibição de 1889 dos Les XX

Les XX foi um grupo de vinte pintores, designers e escultores belgas formado em 1883 pelo advogado, editor e empreendedor bruxelense Octave Maus. Por dez anos, "Les Vingt", como chamavam a si mesmos, realizaram uma exibição anual dos seus trabalhos artísticos. Em cada ano, outros vinte artistas eram convidados para participar da exibição. Entre estes estiveram Camille Pissarro (1887, 1889 e 1891), Claude Monet (1886 e 1889), Georges Seurat (1887, 1889, 1891 e 1892), Paul Gauguin (1889 e 1891), Paul Cézanne (1890) e Vincent van Gogh (1890 e 1891).
Les XX foi em certos aspectos sucessor do grupo L'Essor. A rejeição à pintura The Oyster Eater de Ensor no Salão L'Essor de 1883, que seguiu a rejeição no Salão da Antuérpia, foi um dos principais eventos que levaram à formação do Les XX. Em 1893, a sociedade foi extinta e sucedida pela La Libre Esthétique.